# Park van de Vrede

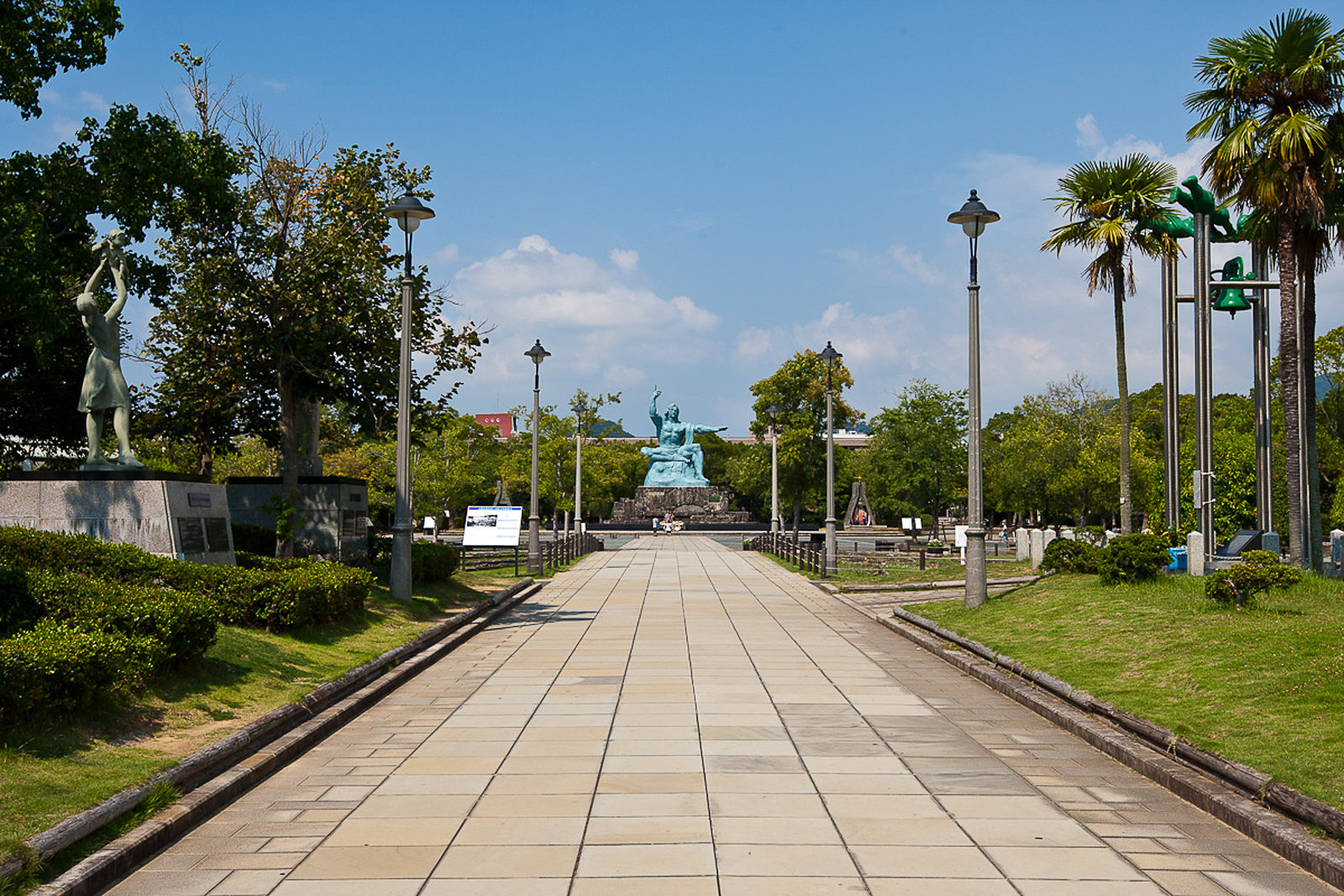
Park van de Vrede

Het Park van de Vrede (平和公園,Heiwa-kōen) is een park gelegen in de Japanse stad Nagasaki. Het park werd aangelegd ter herinnering aan de verwoesting van de stad door de atoombom van 9 augustus 1945 aan het eind van de Tweede Wereldoorlog.

## Geschiedenis
Het vredespark is in 1955 dicht bij het hypocentrum van de explosie ingericht. In het park is een 10 meter hoog monument, het Standbeeld voor de Vrede gecreëerd door beeldhouwer Seibō Kitamura uit Nagasaki.
Ieder jaar vindt op 9 augustus voor het monument een ceremonie plaats, waarbij de burgemeester van Nagasaki zijn Peace Declaration to the World voorleest.

## Beeldenpark
In 1978 heeft Nagasaki aan beide kanten van het park een zone ingesteld, het beeldenpark, waar landen een vredessymbool kunnen plaatsen in de vorm van een monument of sculptuur. De navolgende landen zijn inmiddels op de uitnodiging hiertoe ingegaan:
- 1978: "Relief of Friendship" namens Porto, Portugal (zusterstad van Nagasaki)
- 1980: "Joy of Life" namens Tsjecho-Slowakije (beeldhouwer: Jan Hána)[1]
- 1980: "A Call" namens Bulgarije
- 1981: "Monument of People's Friendship" namens de Duitse Democratische Republiek
- 1983: "Protection of Our Future" namens de (ex-)zusterstad van Nagasaki Middelburg, Nederland (beeldhouwer: Peter de Jong)
- 1985: "Statue of Peace" namens de Sovjet-Unie
- 1985: "Maiden of Peace" namens Volksrepubliek China
- 1986: "Flower of Love and Peace" namens Polen
- 1987: "Hymn to Life" namens Pistoia, Italië
- 1988: "Sun Crane of Peace" namens Cuba
- 1988: "Monument of Peace" namens Santos, Brazilië (zusterstad van Nagasaki)
- 1991: "Infinity" namens Ankara, Turkije
- 1992: "Constellation Earth" namens Saint Paul (Minnesota), Verenigde Staten (zusterstad van Nagasaki) (beeldhouwer:Paul Granlund)
- 1996: "Triumph of Peace over War" namens San Isidro (Buenos Aires), Argentinië
- 2006: "Te Korowai Rangimarie - Cloak of Peace" namens Nieuw-Zeeland (beeldhouwer: Kingsley Baird)